# Borneostyrax cristatus

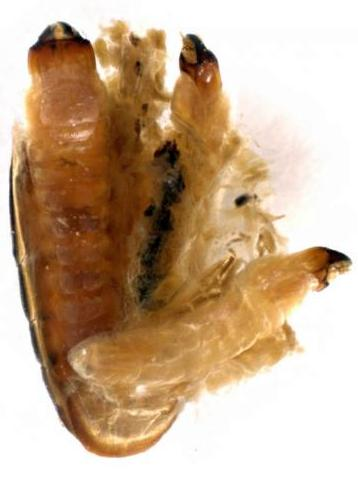
Три личинки в брюшке самки

Borneostyrax cristatus (лат.) — вид жуков-усачей из подсемейства Lamiinae. Юго-Восточная Азия. Первый представитель семейства усачей (Cerambycidae), у которых обнаружено яйцеживорождение.

## Распространение
Встречается на севере острова Борнео (Калимантан), штат Сабах, восточная Малайзия.

## Описание
Мелкие жуки-усачи, длина тела у самцов около 1 см (ширина 3,9 мм), у более крупных самок длина от 12,6 до 14,6 мм (ширина от 4,9 до 5,5 мм). Основная окраска коричневая (от красновато-коричневой до тёмно-коричневой. Тело покрыто коротким золотисто-коричневым опушением. Скапус усика, ноги, скутеллюм, вершины надкрылий и брюшные вентриты несут длинные полуотстоящие желтые щетинки. Усики 11-члениковые, примерно равны длине всего тела у самцов, у самок усики составляют 0,8—0,9 от длины тела.
Borneostyrax cristatus стал первым среди более 26 000 видов семейства жуков-усачей (Cerambycidae), у которых обнаружено яйцеживорождение. В 2016 году в брюшке у двух исследованных самок жука-усача Borneostyrax cristatus (Cerambycidae) были обнаружены личинки (две и три соответственно), которые занимали большую часть абдомена. Их головы были ориентированными к основанию брюшка. Длина субцилиндрических личинок до 7 мм (ширина до 1,6 мм), окраска беловато-кремовая; ноги отсутствуют. Нижнечелюстные щупики личинок 3-члениковые, нижнегубные щупики состоят из 2 сегментов. Ранее среди примерно 300000 видов отряда Coleoptera живорождение (во всех случаях в виде яйцеживорождения), было обнаружено только у нескольких филогенетически неродственных семейств — жужелицы (Carabidae) (Liebherr and Kavanaugh 1985), стафилиниды или коротконадкрылые жуки (Staphylinidae; у вида Corotoca melantho в подсемействе Aleocharinae; Schiødte 1853—1856), листоеды (Chrysomelidae; в трибе Chrysomelini из номинативного подсемейства хризомелины; Perroud 1855, Bontems 1984), жуки-микромальтусы (Micromalthidae; Barber 1913), и чернотелки (Tenebrionidae; в трибах Pedinini и Ulomini из номинативного подсемейства Tenebrioninae; Tschinkel 1978, Iwan 2000, Dutrillaux et al. 2010).

## Систематика
По совокупности внешних признаков род Borneostyrax относится к трибе Morimopsini в составе подсемейства Lamiinae. От близких видов и родов имаго B. cristatus отличаются двухзубчатой вершиной мандибул (у Dolichostyrax с одним вершинным зубцом) и соотношением члеников усиков: III-й членик усика длиннее, чем XI-й антенномер (у представителей близкого рода Microdolichostyrax III-й антенномер короче, чем XI-й).
Вид был впервые описан в 2016 году чешскими энтомологами Радимом Габришем (Radim Gabriš), Робином Кундратой (Robin Kundrata) и Филипом Трнком (Filip Trnka; Palacky University, Оломоуц, Чехия).